# San José Guadalupe Otzacatipan
San José Guadalupe Otzacatipan är en ort i Mexiko.   Den ligger i kommunen Toluca och delstaten Mexiko, i den sydöstra delen av landet, 50 km väster om huvudstaden Mexico City. San José Guadalupe Otzacatipan ligger 2 591 meter över havet och antalet invånare är 31 299.
Terrängen runt San José Guadalupe Otzacatipan är en högslätt. Runt San José Guadalupe Otzacatipan är det mycket tätbefolkat, med 2 103 invånare per kvadratkilometer. Närmaste större samhälle är Toluca, 9,0 km sydväst om San José Guadalupe Otzacatipan. Trakten runt San José Guadalupe Otzacatipan består till största delen av jordbruksmark.